# Суперечка про методи

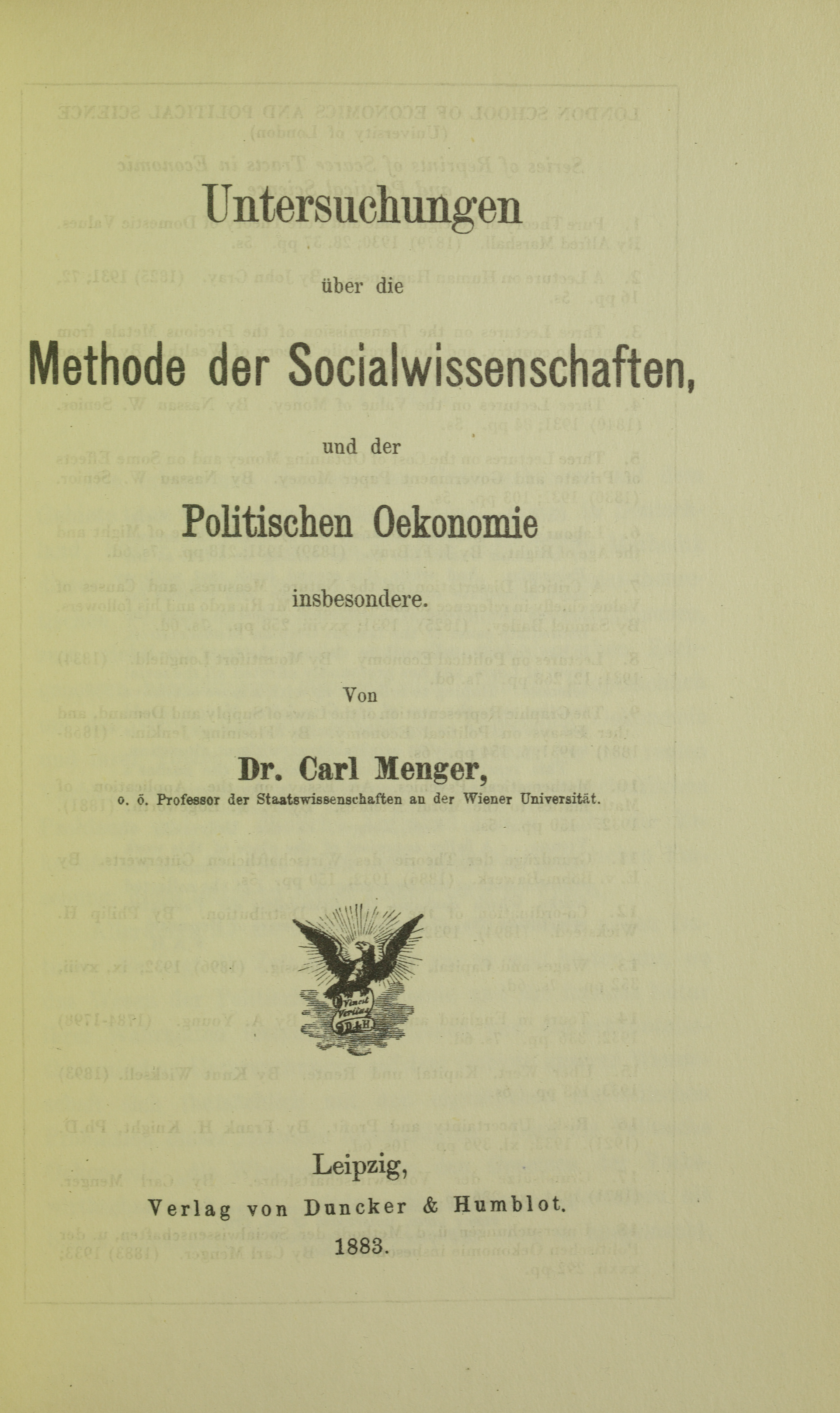
Дослідження методу соціальних наук та, зокрема, політичної економії, 1933 рік

Суперечка про методи (тж. Стара суперечка про методи в економіці) (нім. Methodenstreit; Älterer Methodenstreit der Nationalökonomie) в економічній науці — суперечка, в якій йшлося про значення індуктивних та дедуктивних методів дослідження для економічної теорії. Суперечка в основному точилася у 1880-1890 - х роках у німецькомовних країнах між представниками Австрійської економічної школи та Німецької історичної школи економіки. Цю давню суперечку про методи слід відрізняти від недавньої суперечки про методи, яка стосується допустимості оціночних суджень в економічній теорії. 
Германізм «Methodenstreit» переважає у багатьох інших мовах для позначення цієї суперечки, часто вживаючись без перекладу.

## Суть
Густав фон Шмоллер, провідний представник "молодшої" історичної школи, дотримувався думки, що не існує незмінних законів людської діяльності. Первинним об’єктом дослідження економічної науки є суспільство у цілому (методологічний колективізм). Однак процеси у ньому залежать від місця та часу та постійно змінюються (релятивізм). Завдання економіста — розвивати наукові знання на основі емпіричних та історичних досліджень шляхом індукції. Шмоллер вважав, що переважно дедуктивні дослідження мають мало сенсу, оскільки на їхні результати впливають ідеологічні моделі мислення. Крім того, конкретні проблеми можна було зрозуміти лише на тлі конкретних обставин економіки (наприклад, соціальна структура, економічна та політична конституція). 

Віденський економіст Карл Менгер, засновник Австрійської школи економіки, навпаки, вважав вивчення індивідуальної поведінки людини (методологічний індивідуалізм) вірною відправною точкою для економіки. За допомогою дедукції, виходячи з принципу максимізації корисності, можна вивести загальні та незмінні закони людської діяльності ( існування «абсолютних» істин). Завдання економіста визнати це через теоретичний аналіз ( раціоналізм ). Це дає змогу економіці бути точною наукою, яка відокремлюється від історичної науки. 

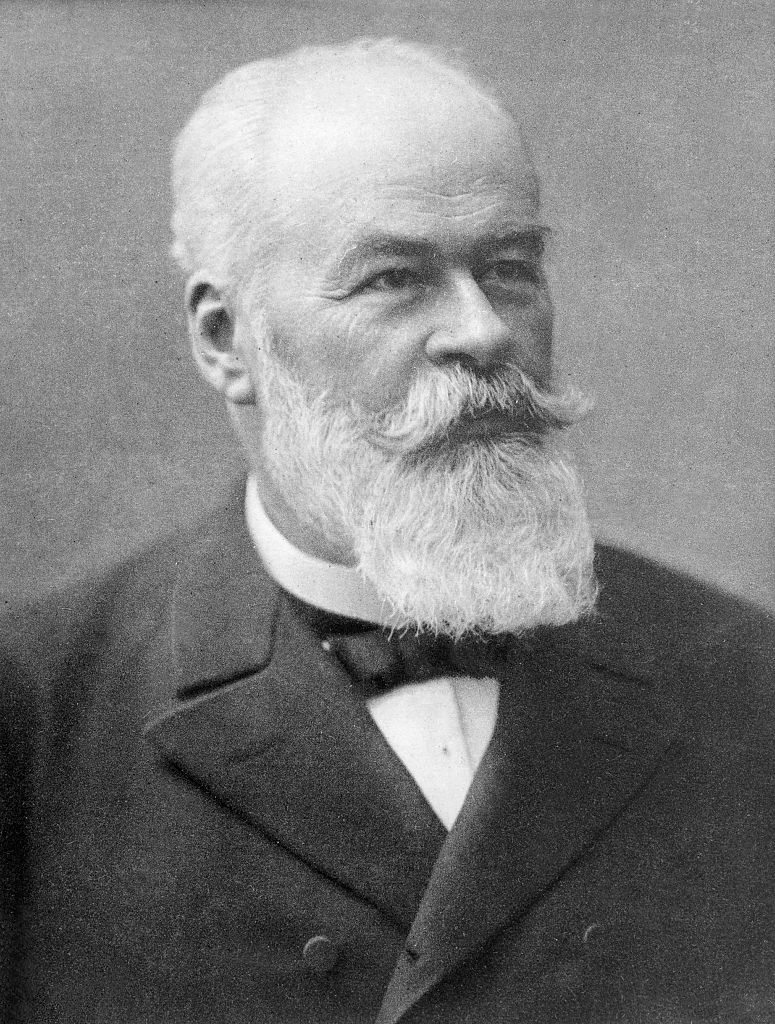
Густав фон Шмоллер

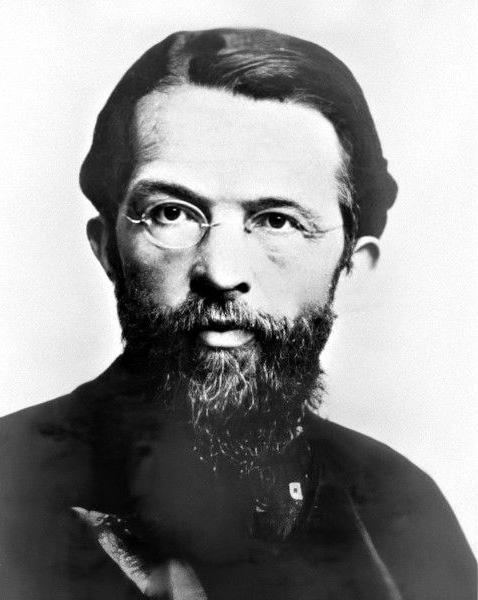
Карл Менгер

Шмоллер насамперед критикував «особливі міркування» Менгера щодо явищ формування вартості та цін, розподілу грошей та доходів, внаслідок чого втрачається конститутивне відношення до морально-правової інституційної бази.  Він визнав, що вся "досконала наука" є дедуктивною, але, на думку Шмоллера, політична економія ще не була достатньо розвинутою, й він продовжував вважати необхідним посилене використання індуктивних методів. 

## Вплив та наслідки
У літературі Шмоллера іноді звинувачують у ворожості до теорії і вважає, що відраза Шмоллера до теоретичних методів роботи затримала розвиток теоретичного аналізу в Німеччині і тим самим уповільнила прогрес економічних знань.  Інші бачать суперечку у цілому паралізуючою, оскільки вона скоріше послужила політиці академічної влади, ніж просуванню гносеологічних поглядів. Менгер ніколи не міг адекватно обґрунтувати свою позицію щодо необхідності вже існуючої теорії для спостереження реальності.  Його ставлення також показало небезпеку незалежності "точної" теорії, яка допускає фальсифікацію тез лише на основі їхньої внутрішньої логіки. 
Суперечка про методи була особливо значущою для Австрійської школи, яка виникла саме в результаті суперечки, коли Євген фон Бем-Баверк та Фрідріх фон Візер підтримали погляди Карла Менгера. Термін «Австрійська школа» увійшов у вжиток під час суперечки й спочатку використовувався як образливий з боку прибічників історичної школи для того, щоб підкреслити «провінційність» австрійців. Але згодом термін став використовуватися у нинішньому класифікаційному значенні.
Суперечка про методи була по суті обмежена німецькомовним простором. Сьогодні суперечка закінчена. Як прийнято міжнародною спільнотою, як індуктивний історичний, так й теоретичний дедуктивний метод використовуються у загальноприйнятій економічній науці.

## Вебпосилання
- Принципи економічної науки [Архівовано 14 вересня 2014 у Wayback Machine.] Карла Менгера англ.
- Дослідження методу соціальних наук із особливим посиланням на економіку [Архівовано 24 вересня 2013 у Wayback Machine.] Карл Менгер
- Гносеологічні проблеми економіки [Архівовано 13 листопада 2014 у Wayback Machine.] Людвіг фон Мізес
- Історичні передумови Австрійської школи економіки [Архівовано 13 листопада 2014 у Wayback Machine.] Людвіг фон Мізес
- Суперечка про нові методи [Архівовано 26 вересня 2015 у Wayback Machine.] від The New Methods Controversy
- Суперечка про нові методи [Архівовано 4 жовтня 2016 у Wayback Machine.] від The New Methods Controversy